# Strimsiska
Strimsiska (Crithagra striolata) är en afrikansk fågel i familjen finkar inom ordningen tättingar.

## Utseende och läte
Strimsiskan är en medelstor och brun fink med, som namnet avslöjar, streckad fjäderdräkt. Ansiktet är tydligt tecknat med en mörkbrun teckning över örontäckarna och ytterligare en under näbben. Arten liknar höglandssiskan, men har annorlunda ansiktsmönster med en ljus teckning under ögat. Sången är en rätt musikalisk stigande och fallande ramsa som mer påminner om en trast än en fink. Bland lätena hörs ljusa och distinkta "seeeiiu".

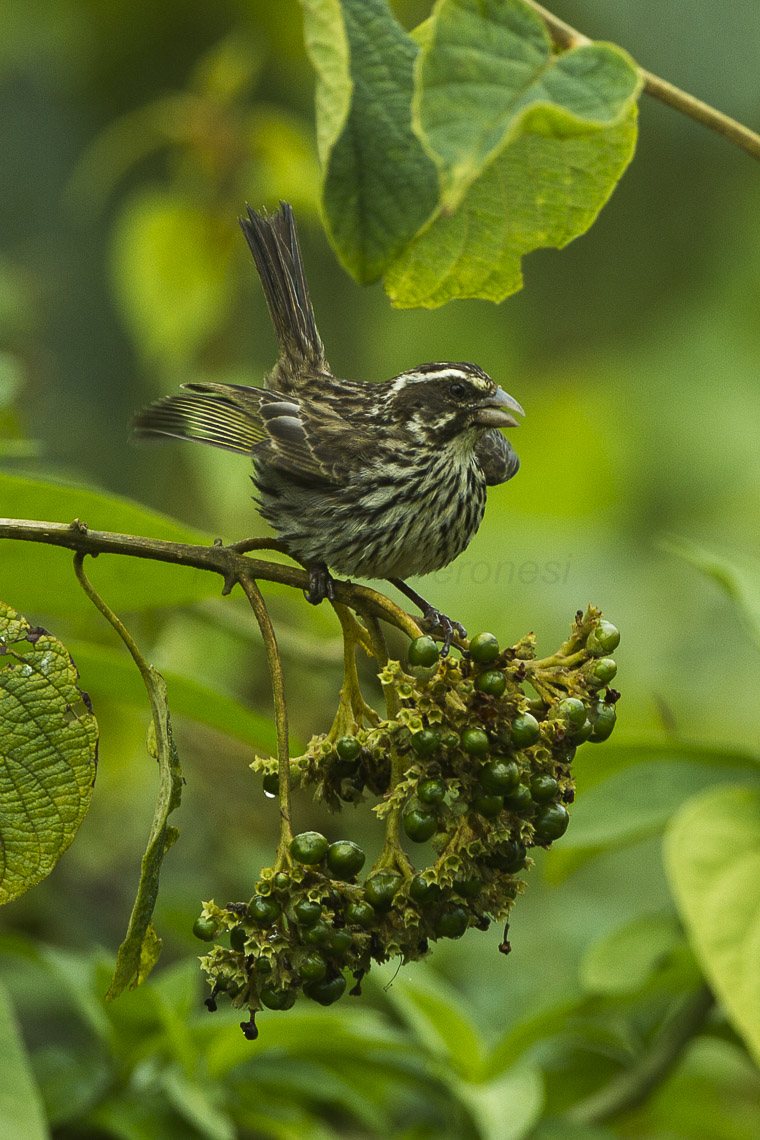

## Utbredning och systematik
Strimsiska delas in i två underarter med följande utbredning:
- Crithagra striolata striolata – förekommer i Eritrea, Etiopien, sydostligaste Sydsudan, östra Uganda, Kenya och norra Tanzania
- Crithagra striolata graueri – förekommer i östra Kongo-Kinshasa, sydvästra Uganda och Rwanda

### Släktestillhörighet
Tidigare placerades den i släktet Serinus, men DNA-studier visar att den liksom ett stort antal afrikanska arter endast är avlägset släkt med t.ex. gulhämpling (S. serinus).

## Levnadssätt
Strimsiskan är en generellt vanlig fågel i bergstrakter på medelhög till hög höjd. Den ses i en rad olika miljöer som trädgårdar, jordbruksmark, buskmarker, hedlandskap och skogsbryn.

## Status och hot
Arten har ett stort utbredningsområde och en stor population med stabil utveckling och tros inte vara utsatt för något substantiellt hot. Utifrån dessa kriterier kategoriserar internationella naturvårdsunionen IUCN arten som livskraftig (LC). Världspopulationen har inte uppskattats men den beskrivs som vanlig eller mycket vanlig.